# Koalicja na rzecz Jedności Demokratycznej
Koalicja na rzecz Jedności Demokratycznej (hiszp. Mesa de la Unidad Democrática, MUD) – wenezuelska centrowa partia polityczna, powstała w 2008 r. po zjednoczeniu kilku partii opozycyjnych wobec Zjednoczonej Partii Socjalistycznej Wenezueli.
Po wyborach parlamentarnych w 2015 roku Koalicja stała się główną siłą polityczną w Zgromadzeniu Narodowym uzyskując 112 z 167 mandatów, kończąc jednocześnie szesnaście lat dominacji PSUV.

## Partie tworzące Koalicję
- Sprawiedliwość (Primero Justicia)
- Akcja Demokratyczna (Acción Democrática)
- Nowa Era (Un Nuevo Tiempo)
- Voluntad Popular
- La Causa Radical
- Postępowy Ruch Wenezueli (Movimiento Progresista de Venezuela)
- Projekt Wenezuela (Proyecto Venezuela)
- Cuentas Claras
- Avanzada Progresista
- Vente Venezuela
- Alianza Bravo Pueblo
- Gente Emergente
- Konwergencja Narodowa (Convergencia Nacional)
- Movimiento por una Venezuela Responsable, Sostenible y Emprendedora
- Ekologiczny Ruch Wenezueli (Movimiento Ecológico de Venezuela)

## Rezultat wyborczy

### Wybory prezydenckie
| Rok  | Kandydat                   | Liczba głosów | Procent głosów |
| 2012 | Henrique Capriles Radonski | 6 591 304     | 44,31%         |
| 2013 | Henrique Capriles Radonski | 7 363 980     | 49,12%         |
| ---- | -------------------------- | ------------- | -------------- |

### Wybory parlamentarne
| Rok  | Liczba głosów | Procent głosów | Mandaty   | Lider                   |
| 2010 | 5 334 309     | 47,22          | 67        | Ramón Guillermo Aveledo |
| 2015 | 7 726 066     | 56,22          | 109 (+45) | Jesús Torrealba         |
| ---- | ------------- | -------------- | --------- | ----------------------- |